# Spongomorpha
Genre
Spongomorpha est un genre d'algues vertes de la famille des Ulotrichaceae.

## Liste d'espèces
Selon AlgaeBase (5 mai 2013) :
- Spongomorpha aeruginosa (Linnaeus) Hoek (espèce type)
- Spongomorpha arcta (Dillwyn) Kützing
- Spongomorpha cincinnata Foslie
- Spongomorpha coalita (Ruprecht) F.S.Collins
- Spongomorpha conjuncta W.R.Taylor
- Spongomorpha glacialis (Kjellman) G.R.South & Tittley
- Spongomorpha hystrix Strömfelt
- Spongomorpha mertensii (Yendo) Setchell & N.L.Gardner
- Spongomorpha minima Foslie
- Spongomorpha pacifica (Montagne) Kützing
- Spongomorpha spiralis Sakai
- Spongomorpha tomentosa
- Spongomorpha vernalis (Kjellman) Jónsson

Selon World Register of Marine Species (5 mai 2013) :
- Spongomorpha aeruginosa (Linnaeus) Hoek, 1963
- Spongomorpha arcta (Dillwyn) Kützing, 1849
- Spongomorpha cincinnata Foslie, 1884
- Spongomorpha coalita (Ruprecht) F.S.Collins, 1909
- Spongomorpha conjuncta W.R.Taylor, 1945
- Spongomorpha hystrix Strömfelt, 1887
- Spongomorpha mertensii (Yendo) Setchell & N.L.Gardner, 1920
- Spongomorpha minima Foslie, 1887
- Spongomorpha pacifica (Montagne) Kützing, 1854
- Spongomorpha spiralis Sakai, 1954
- Spongomorpha vernalis (Kjellman) Jónsson, 1903
- Spongomorpha heterocladia Sakai, 1954

Selon ITIS:
- Spongomorpha aeruginosa
- Spongomorpha arcta
- Spongomorpha coalita
- Spongomorpha congregata (Agardh) Kuetzing
- Spongomorpha duriuscula
- Spongomorpha hystrix
- Spongomorpha mertensii
- Spongomorpha saxatilis
- Spongomorpha spinescens (Syn. Acrosiphonia spinescens)